# Sergij Gončar
Sergij Gončar (ukrajinsko Сергій Гончар), ukrajinski kolesar, * 3. julij 1970, Rivne, Sovjetska zveza.
Gončar je nekdanji profesionalni kolesar, ki je v svoji karieri tekmoval za ekipe Ideal–Aster Lichy, Aki–Safi, Cantina Tollo–Alexia Alluminio, Vini Caldirola, Liquigas–Pata, Fassa Bortolo, De Nardi–Colpack, T-Mobile Team, Preti Mangimi in Team Utensilnord. Nastopil je na Poletnih olimpijskih igrah v letih 2000 in 2004, najboljši rezultat je dosegel leta 2000 z devetim mestom v svoji najmočnejši disciplini, kronometru. V tej disciplini je dosegel naslov svetovnega prvaka leta 2000 ter še srebrno medaljo leta 1997 in bronasto leta 1998 na svetovnih prvenstvih. Na dirkah Grand Tour je dosegel sedem etapnih zmag v kronometru, dve na Dirki po Franciji leta 2006, ko je dva dneva nosil tudi Rumeno majico, pet pa na Dirki po Italiji, v letih 1997, 1998, 1999, 2003 in 2004. Na Dirki po Italiji se je osemkrat uvrstil tudi v prvo deseterico v skupnem seštevku, najvišje na drugo mesto leta 2004. Petkrat je osvojil naslov ukrajinskega državnega prvaka v kronometru, enkrat tudi na cestni dirki. Maja 2007 so ga v moštvu suspendirali in kasneje odpustili, ker so odkrili nepravilnosti v njegovih krvnih vzorcih pridobljenih na dirki Liège–Bastogne–Liège in Dirki po Romandiji. Ker ni našel ekipe za leto 2010, je končal kariero.

## Največji uspehi
| Uvrstitev | Vrsta dirke                          | Sezona                             | Država   |
| --------- | ------------------------------------ | ---------------------------------- | -------- |
| 1. mesto  | 2 etapi na Touru                     | 2006                               | Francija |
| 1. mesto  | 3 dni nosilec rumene majice na Touru | 2006                               | Francija |
| 1. mesto  | 5 etap na Giru                       |                                    | Italija  |
| 1. mesto  | Svetovno prvenstvo, kronometer       | 2000                               | Francija |
| 1. mesto  | Ukrajinsko prvenstvo                 | 1996, 1998, 2000, 2001, 2002, 2003 | Ukrajina |
| 2. mesto  | Giro d'Italia, skupno                | 2004                               | Italija  |